# Saint-Cézert
Saint-Cézert település Franciaországban, Haute-Garonne megyében. Lakosainak száma 443 fő (2022. január 1.). Saint-Cézert Aucamville, Le Burgaud, Grenade és Launac községekkel határos.

## Népesség
A település népessége az elmúlt években az alábbi módon változott:
| Lakosok száma | 221  | 329  | 402  | 350  | 419  | 429  | 434  | 434  | 436  | 443  |
|               | 1968 | 1982 | 1990 | 2006 | 2013 | 2015 | 2017 | 2019 | 2020 | 2022 |